# إنتاج القهوة
إنتاج القهوة هي العملية الصناعية لتحويل القهوة الخام الناتجة عن نبتة القهوة إلى القهوة النهائية. ومع ذلك، لا يمكن ان نقول عنها منتج معالجته. فالكرز لب تتم إزالته وترك البذور التي يتم بعد ذلك تجفيفها. في حين تتم معالجة جميع القهوة الخضراء، والطريقة التي يتم استخدامها تختلف ويمكن أن يكون لها تأثير كبير على نكهة القهوة المحمصة والمخمرة. ويعد إنتاج البن مصدرا رئيسيا للدخل، خاصة بالنسبة للبلدان النامية حيث يزرع البن. من خلال إضافة قيمة للقهوة المعالجة محليا، ويمكن للمزارعين والبلدان زيادة الإيرادات من القهوة.

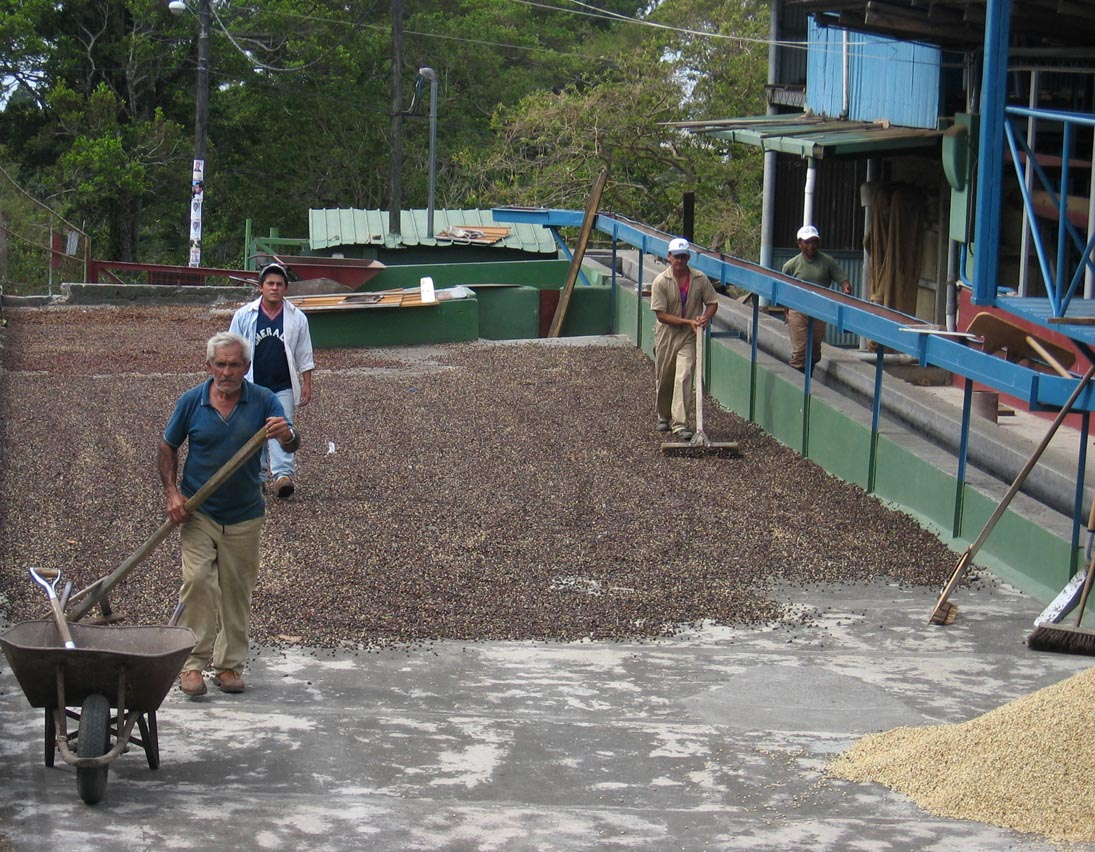
تجفيف القهوة في مدينة بوتيكي, باناما

## القطف
عادة ما يبدأ نبات القهوة في إنتاج الزهور بعد ثلاث أو أربع سنوات من زراعته، ومن هذه الأزهار تظهر ثمار النبات (المعروفة باسم كرز البن)، مع أول حصاد مفيد ممكن حوالي خمس سنوات بعد الزرع. الكرز ينضج بعد حوالي ثمانية أشهر بعد ظهور زهرة، عن طريق تغيير اللون من الأخضر إلى الأحمر، وأنه في هذا الوقت التي ينبغي أن تحصد. وفي معظم البلدان التي تزرع فيها البن، هناك حصاد رئيسي واحد في السنة؛ على الرغم من أنه في بلدان مثل كولومبيا، حيث يوجد زهرتين في السنة، هناك محصول رئيسي وثانوي، الأول من نيسان / أبريل إلى حزيران / يونيو، وأصغر في تشرين الثاني / نوفمبر إلى كانون الأول / ديسمبر.
في معظم البلدان، يتم اختيار محصول البن باليد، عملية كثيفة العمالة وصعبة، على الرغم من ذلك في أماكن مثل البرازيل، حيث المناظر الطبيعية مسطحة نسبيا وحقول القهوة هائلة، وقد تم ميكانيكيتها العملية [2] سواء تم اختيارها باليد أو بواسطة آلة، يتم حصاد كل القهوة في واحدة من طريقتين:

### الاقتطاف العشوائي
تتم إزالة كل فاكهة القهوة من الشجرة، بغض النظر عن حالة النضج. ويمكن أن يتم ذلك عن طريق آلة أو باليد. في الطريقة الأولى، يضع المربون عموما قماش على الأرض. ثم يقومون بانتزاع الفرع القريب من الجذع بأيديهم وسحبه إلى الخارج، يطرق كل من الفاكهة على الأرض. بعد القيام بذلك مع جميع الفروع والأشجار على طول قطعة القماش، يقومون جامعي القهوة بجمع القهوة في أكياس. ويمكن تسهيل هذه العملية من خلال استخدام المتعريات الميكانيكية.

### الاقتطاف الانتقائي
يتم حصاد الكرز الناضجة فقط ويتم اختيارها بشكل فردي باليد. يقوم جامعي القهوة بالبحث بين الأشجار كل ثمانية إلى عشرة أيام، واختيار الكرز فقط، والتي هي في ذروة النضج. وعادة ما يستغرق الأمر ما بين سنتين وأربع سنوات بعد زرع نبتة القهوة لإنتاج حبوب البن التي تكون مهيأة بما يكفي للحصاد. ويتحول النبات في نهاية المطاف لأزهار بيضاء صغيرة التي تسقط ويأتي بدلاً عنها التوت الأخضر، وهذا التوت الأخضر يصبح لونه أحمر غامق عندما تنضج، ويستغرق ذلك حوالي 9 أشهر. ولأن هذا النوع من الحصاد كثيف العمالة، وبالتالي يكون أكثر تكلفة، فإنه يستخدم في المقام الأول لحصاد حبوب أرابيكا الدقيقة.
العمال الذين يختارون القهوة باليد يحصلون على اجورهم من السلة. واعتبارا من عام 2003، فإن الاجر لكل سلة يتراوح بين 2.00 إلى 10 دولارات أميركية ومع ذلك فأن الغالبية العظمى من العمال الذين يتلقون أجورهم في الطرف الأدنى. يمكن لمنتقي القهوة من ذوي الخبرة جمع ما يصل إلى ستة أو سبعة سلال في اليوم. اعتمادا على المزارع، وأحيانا توجه لهم تعليمات جامعي القهوة على وجه التحديد لعدم اختيار التوت القهوة الخضراء منذ البذور في التوت ليست كاملة أو ناضجة. وعادة ما يحدث هذا التمييز فقط مع المزارعين الذين يحصدون لقهوة الراقية / المتخصصة حيث يتم الدفع لأصحابها أفضل لعملهم. وكثيرا ما تستخدم الكثير من الفواكه غير الناضجة لصنع حبوب البن المستهلكة الرخيصة، والتي تتميزها نكهة مرة ورائحة حادة، والتوت الأحمر ذو الزيوت العطرية العالية والمحتوى الحمضي العضوي، تعد الأكثر عطرة، وسلسة ونائعة. وعلى هذا النحو، يعتبر انتقاء البن من أهم مراحل إنتاج القهوة.

## المعالجة

### عملية المعالجة الرطبة
في عملية المعالجة الرطبة، تُزال بذور الفاكهة في عملية المعالجة الرطبة قبل أن تُجفف)و تسمى القهوة التي تتم معالجتها بالطريقة الرطبة بالقهوة الرطبة وتتطلب الطريقة الرطبة استخدام معدات محددة وكميات كبيرة من المياه.
يتم فرز حبات القهوة عن طريق الغمر في الماء، بعدها تطفو الحبات السيئة أو غير الناضجة وتغرق الحبات الناضجة جيداً. تتم إزالة الجلد من الحبات وبعض اللب عن طريق الضغط عليها عن طريق آلة تتواجد في الماء من خلال الشاشة. وتكو البذور مليئة بكمية كبيرة من اللب المتلتصق بها التي تحتاج إلى إزالتهاويتم ذلك إما عن طريق طريقة التخمير وطريقة الغسل الكلاسيكية أو إجراء اخر أحدث يسمى المعالجة الرطبة باستخدام الآلة، الأكوبولبينغ أو الديموسيلاجينغ الميكانيكية:
فرز القهوة في الماء
في طريقة التخمير والغسل من المعالجة الرطبة، تتم إزالة ما تبقى من اللب عن طريق كسر السليلوز بتخمير البذور مع الميكروبات ومن ثم غسلها بكميات كبيرة من الماء. يمكن القيام بالتخمير مع ماء إضافي أو، عن طريق «التخمير الجاف»، في عصير الفاكهة الخاصة فقط
يجب مراقبة عملية التخمير بعناية للتأكد من أن القهوة لا تحصل على نكهات غير مرغوب فيها كالنكهات الحامضة. وبالنسبة لمعظم أنواع القهوة، فإن إزالة الأنسجة من خلال التخمير يستغرق ما بين 24 و 36 ساعة، وذلك يعتمد على درجة الحرارة، وسمك طبقة الأغشية، وتركيز الانزيمات. يتم تقييم نهاية التخمير حسب الإحساس، حيث أن الرق المخضر للبذور يفقد نسيجه الناعم ويكتسب صلابةً اشبه «بالحصاة». عند اكتمال التخمير، تُغسل القهوة جيداً عند اكتمال التخمير بالماء النظيف في الخزانات أو في الغسالات الخاصة.
وفي المعالجة الرطبة بمساعدة الماكينة، لا يستخدم التخمير لفصل الحبة عن باقي اللب؛ ولكن يتم ذلك من خلال الغسل الميكانيكي.يمكن أن تقلل هذه العملية من استخدام المياه والتلوث خلال التخمر وغسل النتات بالمياه. وبالإضافة إلى ذلك، يتم إزالة الأنسجة عن طريق الجهاز فهو أسهل وأكثر قابلية للتنبؤ من إزالته عن طريق التخمير والغسيل. ومع ذلك، من خلال القضاء على خطوة التخمير وفصل البذور عن حبات القهوة. يمكن لديموسيلاجينغ الميكانيكية إزالة أداة هامة من المطحنة والتي لها التأثير على نكهة القهوة. وعلاوة على ذلك، فإن الانتقادات الإيكولوجية لطريقة التخمر والغسل أصبحت مستخدمة أكثر فأكثر، نظرا لأن الجمع بين معدات المياه المنخفضة بالإضافة إلى الدبابات الاستيطانية يسمح لمشغلي المطاحن بإجراء التخمير مع التلوث المحدود.
أي معالجة رطبة للقهوة تنتج مخلفات من مياة القهوة التي يمكن أن تكون ملوثة، وتقوم المزارع الحساسة إيكولوجيا بإعادة معالجة هذه المخلفات مع القشرة والسموم كسماد لاستخدامه في برامج تسميد التربة. كمية المياه المستخدمة في المعالجة يمكن أن تختلف، ولكن في معظم الأحيان يستخدم بمعدل 1 إلى 1
بعد أن تتم إزالة اللب تبقى الحبات المحاطة بطبقتين إضافيتين، وهما الجلد الفضي والرق. ويجب تجفيف حبات القهوة من الماء والذي يكون حوالي 10٪ قبل أن تستقر، حبوب البن يمكن أن تجفف في الشمس أو عن طريق الآلة ولكن في معظم الحالات يتم تجفيفها في الشمس إلى نسبة 12-13٪ من الرطوبة والتي تنخفض إلى 10٪مع استخدام الآلة.و عادة مايتم التجفيف بالكامل من قبل الآلة حيث تكون الرطوبة عالية جدا في البذور لتجف قبل العفن.
و ينتشر تجفيف القهوة تحت الشمس معظم الأحيان في صفوف في الباحات الكبيرة حيث يحتاج إلى أن يجمع كل ست ساعات لتعزيز حتى التجفيف ومنع نمو العفن. يتم تجفيف بعض القهوة على طاولات مرتفعة كبيرة حيث تجمع القهوة يدوياً. تجفيف القهوة بهذه الطريقة يتميز بانه يسمح للهواءبالمرور حول الحبات مما يعزز التجفيف ولكنه يزيد من التكلفة والعمل بشكل كبير.
بعد عملية التجفيف (في الشمس أو من خلال آلات)، الجلد الرقيق يكون جافاً تماما، وتزال بسهولة في عملية التقشير، تباع القهوة في بعض الأحيان ويتم شحنها في الرق، ولكن في معظم الأحيان تستخدم آلة تسمى هولر لكسر الجلد الرقيق قبل أن يتم شحن البن.

### المعالجة الجافة
المعالجة الجافة، وتعرف أيضا باسم القهوة غير المغسولة أو الطبيعية، وهي أقدم طريقة لمعالجة القهوة. يتم فيها تنظيف البن كله بعد الحصاد أولا ثم وضعها في الشمس لتجف على طاولات أو في طبقات رقيقة في الباحات
وعادة ما يتم فرز البن المحصود وتنظيفه، لفصل البن الغير ناضج والناضج والتالف ولإزالة الأوساخ والتربة والأغصان والأوراق. ويمكن القيام بذلك عن طريق التذرية، والتي تتم عادة باليد، وذلك باستخدام مصفاة كبيرة. أي ان البن الغير مرغوب به أو غيره من المواد لاتذرى عن الحب ويمكن انتقاؤها من أعلى المنخل. ويمكن أيضا فصل البن الناضج عن طريق التعويم في قنوات الغسيل بالقرب من مناطق التجفيف.
وينشر بن القهوة في الشمس، إما على باحات ملموسة أو طوب كبيرة أو على حصيرة رفعت إلى ارتفاع الخصر عند الحوامل. كما ان البن الجاف، يجمع باليد لضمان جفافه ومنع العفن. وقد يستغرق ما يصل إلى 4 أسابيع قبل تجفيف البن إلى محتوى الرطوبة الأمثل، اعتمادا على الظروف الجوية. في المزارع الكبيرة، ويستخدم التجفيف الآلي في بعض الأحيان لتسريع العملية بعد أن تجفف القهوة في الشمس لبضعة أيام.
عملية التجفيف هي المرحلة الأكثر أهمية، لأنه يؤثر على الجودة النهائية من القهوة الخضراء. فالقهوة التي يتم تجفيفها تصبح هشة وتنتج الكثير من البن المكسورة أثناء التقشير (حبات البن المكسورة تعتبر معيبة). القهوة التي لم تجف بما فيه الكفاية تكون رطبة جدا وعرضة للتدهور السريع الناجم عن هجوم الفطريات والبكتيريا.
يتم تخزين حبات البن المجففة بكميات كبيرة في صوامع خاصة ثم يتم إرسالها إلى مطحنة حيث تقشر وتفرز وتعبأ، وتتم إزالة جميع الطبقات الخارجية من البن المجفف في خطوة واحدة من قبل آلة تقشير.
وتستخدم الطريقة الجافة بنسبة 90٪ لقهوة أرابيكا المنتجة في البرازيل، ومعظم أنواع القهوة المنتجة في إثيوبيا وهايتي وباراغواي، وكذلك لبعض أرابيكاس المنتجة في الهند والإكوادور. تتم معالجة جميع أنواع قهوة روبوستاس تقريبا بهذه الطريقة. ولكنها ليست عملية في المناطق الممطرة جدا، حيث تكون الرطوبة مرتفعة جدا أو انها تمطر كثيرا أثناء الحصاد.